# Inferno (film 2016)
Inferno è un film del 2016 diretto da Ron Howard e basato sull'omonimo romanzo best seller di Dan Brown. A differenza degli altri film che il regista ha tratto dai libri di Dan Brown, questo si discosta molto dall'opera letteraria.
Tom Hanks riprende il ruolo del professore di simbologia Robert Langdon, già interpretato nei film Il codice da Vinci e Angeli e demoni, affiancato da Felicity Jones, Omar Sy, Sidse Babett Knudsen, Ben Foster e Irrfan Khan.
Le riprese sono cominciate il 27 aprile 2015 a Firenze e sono terminate il 21 luglio 2015. L'uscita era inizialmente prevista per il 18 dicembre 2015, ma è stata spostata di quasi un anno, al 13 ottobre 2016, causa l'uscita quasi contemporanea del blockbuster Star Wars - Il risveglio della Forza.

## Trama

### Prologo
Per le vie di Firenze un uomo è rincorso da tre inseguitori. Il fuggitivo è Bertrand Zobrist, un miliardario transumanista e fanatico di Dante: la sua folle idea è quella di provocare un'epidemia di peste per bloccare da subito la crescita demografica. L'alternativa, secondo la sua visione apocalittica del futuro, sarebbe un sovraffollamento del pianeta che in poche decine di anni porterebbe addirittura alla fine dell'umanità. L'obiettivo degli inseguitori è quello di farsi consegnare e mettere in sicurezza i campioni di virus prodotti. Per sfuggire alla caccia Zobrist sale sul campanile della chiesa della Badia Fiorentina, e quando viene raggiunto, trovandosi senza vie di fuga, si getta nel vuoto.

### Il risveglio in ospedale e la fuga
Due giorni dopo, Robert Langdon si sveglia in un ospedale di Firenze, senza ricordare ciò che gli è accaduto nelle ultime quarantotto ore. Al risveglio trova una giovane dottoressa, Sienna Brooks, e il dottor Marconi, che gli raccontano che qualcuno gli ha sparato e che è stato colpito di striscio alla tempia. Il colpo gli ha provocato un'amnesia temporanea. Sienna, che è stata ai suoi tempi una bambina prodigio, racconta a Langdon di averlo conosciuto e di avergli anche parlato quando all'età di 9 anni aveva assistito a una sua conferenza. All'improvviso nel corridoio dell'ospedale irrompe Vayentha, una donna che indossa la divisa dei Carabinieri, che incomincia a sparare colpendo a morte Marconi. Sienna si barrica in camera e fugge con Langdon lungo le scale di servizio. In strada i due fuggitivi salgono a bordo di un taxi che viene raggiunto dai colpi di pistola di Vayentha che per fortuna vanno a vuoto. Durante il tragitto verso la casa di Sienna, dove lei pensa di rifugiarsi, Langdon ha delle visioni apocalittiche incentrate sull'Inferno di Dante. Nelle visioni al centro del mare di fuoco e di morte compare sempre una donna velata.
Arrivati nell'abitazione, quando Sienna si sposta in un'altra stanza per cercare dei vestiti puliti per Langdon, il professore ne approfitta per aprire il computer e consultare la propria casella di posta elettronica. Trova un'email inviata dall'amico e studioso Ignazio Busoni che gli comunica di essere ricercato dalla polizia. Ignazio scrive anche che ciò che hanno rubato si trova al sicuro. Infine, oltre a indicare il nome di Zobrist, aggiunge un messaggio misterioso: "Paradiso 25". Langdon si accorge di non avere più al polso il suo inseparabile orologio di Topolino, un regalo dei suoi genitori. Una ricerca su internet consente di rintracciare alcuni video in cui Zobrist incita i suoi discepoli ad agire per bloccare la crescita demografica.
Frugando nei propri vestiti Langdon trova nella tasca della giacca una biocapsula usata per trasportare del materiale biologico. Con sua sorpresa la capsula si apre quando vi appone il pollice. All'interno vi è un sigillo d'osso che a sua volta contiene un micro proiettore che proietta la mappa dell'Inferno di Dante disegnata da Botticelli. Langdon si accorge che nella copia del dipinto sono inserite delle lettere e che la successione dei gironi infernali è stata modificata. Si tratta di un primo indizio che porta al virus, un anagramma da decifrare. Langdon decide di chiamare il Consolato americano per chiedere aiuto ma su suggerimento di Sienna fornisce l'indirizzo di un albergo il cui ingresso è visibile dalla finestra della casa. Come aveva previsto Sienna, dopo poco vedono arrivare Vayentha. Nello stesso istante sopraggiunge una squadra di intervento dell'Organizzazione mondiale della sanità che ha rintracciato il nascondiglio di Langdon intercettando il collegamento alla casella di posta elettronica. Il gruppo è guidato da Christoph Bouchard, uno degli uomini che stavano inseguendo Zobrist per recuperare i campioni del virus.
In quel momento la scena si sposta a bordo di una nave al largo dell'Adriatico. L'imbarcazione è in realtà la centrale operativa di una società, The Consortium, che si occupa di sicurezza nella più grande segretezza. Il capo dell'organizzazione, un uomo che si fa chiamare il "Rettore", ha ricevuto un video da Zobrist che sarà reso pubblico il giorno successivo. Il Rettore, contravvenendo alle istruzioni del suo cliente, decide di guardare il video consegnatogli temendo che possa contenere dei riferimenti alla sua organizzazione. Scopre così che il filmato contiene un proclama di Zobrist che annuncia di aver diffuso il virus della peste che a breve porterà alla morte decine di milioni di persone: il Rettore è sgomento perché non avrebbe mai immaginato di essere stato parte di un piano criminale.

### Firenze
In auto Sienna suggerisce la soluzione dell'anagramma "cerca trova" e Langdon ricorda che le parole sono contenute nel dipinto di Giorgio Vasari "La battaglia di Marciano" custodito nel Salone dei Cinquecento a Palazzo Vecchio. Arrivati nei pressi dei Giardini di Boboli trovano tutte le strade bloccate dai carabinieri che assieme agli uomini dell'OMS stanno dando loro la caccia. Tra i militari c'è anche Vayentha che cerca l'occasione per uccidere Langdon, ma i due ricercati riescono però a entrare nei giardini scavalcando un muro perimetrale.
Per scovare i fuggitivi viene utilizzato anche un drone ma Langdon e Sienna riescono a nascondersi tra gli alberi. Langdon ricorda che dal Giardino si accede al Corridoio vasariano che collega Palazzo Pitti a Palazzo Vecchio passando attraverso la Galleria degli Uffizi. I due riescono ad accedere al Corridoio e ad arrivare nel Salone dei Cinquecento. Bouchard che coordina le indagini con la dottoressa Elisabeth Sinskey, dirigente dell'OMS, decide di cambiare strategia nell'inseguimento e di provare ad anticipare le mosse del professore.
Mentre si trovano di fronte al dipinto di Vasari Langdon viene riconosciuto da Martha Alvarez, una curatrice del museo che, secondo le sue parole, avrebbe assistito nei giorni precedenti il professore e l'amico Busoni durante le loro ricerche. Con uno stratagemma Langdon si fa raccontare quali sono state le sue attività durante le ore di permanenza al museo. Martha li accompagna nella stanza dove si trova la maschera mortuaria di Dante, un'opera che il museo conserva per i visitatori, ma che è in deposito per conto del suo reale proprietario, che si scopre essere proprio Zobrist. Il riferimento alla maschera torna con un altro indizio che era contenuto nell'immagine proiettata dal sigillo: "la verità si trova dietro agli occhi della morte". Entrati nella stanza si trovano di fronte alla teca vuota che conteneva il calco: vengono attivate subito le misure di sicurezza e vengono ispezionate le riprese delle telecamere. La visione dei filmati con sorpresa di tutti e con lo sgomento del professore mostra proprio Langdon e Busoni mentre rubano la maschera. Sfruttando l'attimo di smarrimento generale Sienna riesce a chiudersi nella stanza insieme con Langdon e Martha. Per fare tutto questo prima immobilizzano Martha e poi si impossessano del suo pass. Sienna e Langdon riprendono la fuga ma scoprono che tutte le uscite sono bloccate dagli uomini dell'OMS e dai carabinieri. Langdon conosce però un passaggio segreto che porta al di sopra del soffitto ligneo del Salone dei Cinquecento. Una caduta accidentale di Sienna provoca dei rumori che vengono colti da Vayentha. L'arrivo della sicaria sembra non dare scampo a Langdon, ma Sienna riesce a colpirla e farla cadere nel vuoto.
L'indizio del canto XXV del Paradiso viene interpretato con riferimento al Battistero di San Giovanni, che Dante ricorda nei suoi versi. Dopo essere usciti da una porta secondaria ed essere entrati nel Battistero in restauro, trovano proprio nel fonte battesimale la maschera del Poeta. La parte posteriore è ricoperta da una pittura idrosolubile che una volta rimossa rivela un messaggio contenente un nuovo indizio che sembra condurre a Venezia. Nel Battistero vengono raggiunti da Bouchard che cerca di convincerli di essere dalla loro parte accusando la dottoressa Sinskey di condurre un doppio gioco per trovare il virus e rivenderlo al miglior offerente, ma Langdon incomincia a dubitare del racconto poiché conosce molto bene la dottoressa con cui ha avuto in passato una relazione. I tre partono insieme per Venezia, ma Langdon è ormai convinto che sia Bouchard che vuole trovare il virus della peste per rivenderlo al miglior offerente. Arrivati alla stazione di Padova finge di stare male e con l'aiuto di Sienna riesce a colpire alla testa l'agente e a scendere dal treno.

### Venezia
Sulla terrazza dei cavalli di San Marco Langdon capisce di essersi sbagliato: chiede informazioni a una guida e si rende conto che il Doge a cui fa riferimento il messaggio sul retro della maschera è Enrico Dandolo, la cui tomba si trova nella Basilica di Santa Sofia a Istanbul, in Turchia. Dalla terrazza Langdon e Sienna vedono arrivare Bouchard e fuggono nei sotterranei della Basilica ma, mentre Langdon sta per uscire, viene intrappolato da Sienna, la quale prima di lasciarlo gli confessa di essere stata l'amante di Zobrist: ora sa dove si trova il virus e può portare a termine il progetto dell'uomo che ha amato. In un flashback Sienna e Zobrist sono assieme e l'uomo le promette che le avrebbe fatto avere degli indizi per trovare il virus e completare la sua missione nel caso in cui gli fosse successo qualcosa. Rimasto all'interno della Basilica Langdon viene raggiunto da Bouchard che lo tramortisce e lo porta con sé.
Nello stesso istante il Rettore confessa alla dottoressa Sinskey il ruolo avuto nella vicenda: la sua società di sicurezza era stata ingaggiata da Zobrist per portare avanti i propri piani senza che lui sapesse quale fosse la verità che si nascondeva dietro il progetto. Sinskey accetta l'aiuto e il gruppo operativo dell'OMS con il Rettore si dirigono a Venezia.
Bouchard ha nel frattempo portato Langdon in un deposito di gondole e sotto la minaccia di una pistola gli intima di dirgli dove è secondo lui il luogo dove è custodito il virus. L'interrogatorio di Bouchard viene interrotto dall'arrivo del Rettore che lo colpisce e lo uccide. Il Rettore confessa a Langdon come in realtà si sono svolti i fatti: si è trattato di una messa in scena organizzata per conto di Sienna. Vayentha e Marconi erano tutti suoi agenti e il finto agguato con pallottole a salve era stato organizzato perché lui si fidasse della dottoressa Sienna e la conducesse attraverso la scoperta dei vari indizi a trovare quello che lei voleva. La perdita di memoria e le allucinazioni erano state il risultato di una iniezione di sostanze chimiche che gli avevano fatto dopo che lo avevano rapito mentre era in compagnia di Elisabeth. Solamente in un secondo tempo aveva comandato a Vayentha di ucciderlo per nascondere le tracce del coinvolgimento della sua organizzazione nella vicenda, dato che anche l'OMS lo aveva ingaggiato per il tramite della dottoressa Sinskey per decifrare i messaggi e rintracciare il virus. Ora Langdon incomincia a ricordare e si rende conto che la donna velata che vede nelle sue allucinazioni era proprio Elisabeth.

### Istanbul
Nello stesso istante Sienna, arrivata a Istanbul, incontra un discepolo di Zobrist e con la complicità di un terzo uomo, che procura degli ordigni, si prepara a provocare un'esplosione che farà fuoriuscire il virus contenuto all'interno di una sacca.
All'arrivo a Istanbul, Langdon, Sinskey e il Rettore si dirigono alla Basilica di Santa Sofia dove, accompagnati dal responsabile del museo, ispezionano la tomba del Doge Enrico Dandolo. Come suggerito dal messaggio scritto sul retro della maschera di Dante Langdon cerca la fonte d'acqua che si sente scorrere sotto il pavimento: sono le condutture che portano al Palazzo sommerso.
All'interno degli atrii sotterranei della cisterna si sta svolgendo un concerto a cui partecipano moltissime persone; la polizia e gli esperti della sicurezza biologica irrompono nei sotterranei mentre vengono bloccate tutte le comunicazioni nella zona. Sinskey, Langdon e il Rettore partecipano alle ricerche della sacca mentre le sale vengono fatte evacuare nella confusione più totale. Il Rettore intercetta Sienna e la insegue riuscendo a colpire i suoi due complici, ma viene ferito mortalmente da Sienna con un colpo di pugnale.
Langdon raggiunge Sienna e la prega di rinunciare al suo proposito di diffondere il virus. La donna non lo ascolta e preme il pulsante del telefono per far esplodere la bomba, ma per fortuna la polizia aveva fatto in tempo a tagliare le comunicazioni. Sienna si tuffa in acqua e posiziona la bomba più vicina che può al virus, proprio nel momento in cui Sinskey ha trovato la sacca e la sta ponendo in un apposito contenitore isolante. La bomba esplode, uccidendo Sienna, proprio nel momento in cui il contenitore viene chiuso, ma l'onda d'urto colpisce il contenitore che sbatte contro una colonna facendo aprire la sacca. Sinskey riesce a sua volta a recuperare il contenitore ma viene aggredita da uno dei complici di Sienna che, seppur ferito, è sopravvissuto alla colluttazione con il Rettore. In suo soccorso interviene Langdon che riesce a trattenere l'uomo e farlo uccidere dalle forze speciali, consentendo a Sinskey di attivare il sistema di sicurezza del contenitore.
Successivamente, all'arrivo dell'intera squadra dell'OMS Langdon e Sinskey vengono scortati fuori dalla cisterna e vengono soccorsi dai paramedici. Langdon chiede alla dottoressa di restare insieme con lui, ma mentre lei sta per rispondergli viene chiamata da un suo collaboratore per rispondere alle domande dei giornalisti. Prima di separarsi da lui Elisabeth consegna a Langdon il suo orologio che aveva raccolto la sera del suo rapimento, i due si scambiano un bacio e si separano.
Langdon, in visita a Palazzo Vecchio, ripone la maschera di Dante al suo posto e, mentre sta per uscire, segnala alla guardia di accendere i faretti di illuminazione.

## Cast
- Tom Hanks interpreta Robert Langdon, professore di simbologia all'Università di Harvard[2].
- Felicity Jones interpreta Sienna Brooks, la dottoressa che aiuta Langdon a scappare[3].
- Omar Sy interpreta Christoph Bouchard, il capo della squadra delle SRS[3].
- Ben Foster interpreta Bertrand Zobrist, uno scienziato transumanista deciso a risolvere il problema del sovraffollamento terrestre[4].
- Irrfan Khan interpreta Harry "il Rettore" Sims, il capo del Consortium, associazione che aiuta Zobrist nella sua missione[3].
- Sidse Babett Knudsen interpreta Elizabeth Sinskey, capo dell'OMS[3].
- Ana Ularu interpreta Vayentha, l'agente del Consortium a Firenze che ha l'ordine di seguire Langdon[4].
- Jon Donahue interpreta Richard[4].

## Produzione
Il 16 luglio 2013 la Sony Pictures Entertainment ha incaricato Ron Howard di dirigere il terzo film con protagonista Robert Langdon del romanzo Inferno di Dan Brown, per la sceneggiatura di David Koepp. L'Imagine Entertainment è stata scelta per produrre il film, mentre è stato annunciato che Tom Hanks avrebbe ripreso il ruolo di Robert Langdon. Nell'agosto 2014 la Sony ha confermato l'accordo con Howard e Hanks e ha fissato l'inizio della produzione nell'aprile dell'anno seguente in Italia. Brian Grazer è stato incaricato di produrre il film con Howard.
Nel giugno 2013 Dan Brown in occasione della Repubblica delle idee a Firenze, una manifestazione organizzata dal quotidiano la Repubblica, ha fatto un appello a Roberto Benigni esprimendo il suo desiderio di volerlo nel cast del film. Circa una settimana dopo il comico toscano ha affermato di essere interessato al progetto e onorato che Dan Brown avesse pensato a lui, proponendogli un incontro. In seguito nessun'altra notizia circa il coinvolgimento del comico.
Nel dicembre 2014 è stato riportato che Felicity Jones era in trattative per ottenere un ruolo nel film. Il 17 febbraio 2015 lo studio ha annunciato ufficialmente il cast del film, comprendente la Jones, Omar Sy, Irrfan Khan e Sidse Babett Knudsen. Nel marzo 2015 Ben Foster è stato scelto per interpretare un personaggio non specificato.

### Riprese
La lavorazione del film è incominciata il 27 aprile 2015 a Venezia per poi spostarsi, alla fine di aprile, a Firenze. Molte scene del film sono state girate a Budapest, in Ungheria. Le riprese si sono concluse il 21 luglio 2015.
Il nome del film durante la lavorazione era Headache (Mal di testa), forse in riferimento al trauma subito da Langdon all'inizio della storia.

## Promozione
Il primo teaser trailer viene diffuso il 9 maggio 2016.

## Distribuzione
Nel luglio 2013, la Sony aveva programmato la data dell'uscita nelle sale del film al 18 dicembre 2015, ma è stata spostata di quasi un anno, al 13 ottobre 2016, a causa dell'uscita quasi contemporanea di Star Wars - Il risveglio della Forza.
La première mondiale del film si è tenuta a Firenze il 6 ottobre 2016, con la presenza di regista, cast e dello scrittore Dan Brown, che hanno presentato la pellicola nel Salone dei Cinquecento e proiettata al Teatro dell'Opera. Il film è stato poi distribuito in Italia dal 13 ottobre seguente e negli Stati Uniti dal 28 ottobre.

## Accoglienza

### Incassi
Il film ha incassato mondialmente 220021259 $ a fronte di un budget di 75 milioni di dollari, non riuscendo però ad avvicinarsi ai precedenti film tratti dai libri di Dan Brown. Infatti Il codice da Vinci aveva incassato 758239851 $ e Angeli e demoni 485930816 $.